# Urnalana
Urnalana is een geslacht van kreeftachtigen uit de klasse van de Malacostraca (hogere kreeftachtigen).

## Soorten
- Urnalana angulata (Rathbun, 1911)
- Urnalana chevertii (Haswell, 1880)
- Urnalana cristata Galil & Ng, 2007
- Urnalana cumingii (Bell, 1855)
- Urnalana elata (A. Milne-Edwards, 1873)
- Urnalana elatoides (Bouvier, 1915)
- Urnalana elatula Galil, 2005
- Urnalana erythema C.-W. Lin, J. C. Y. Lai & Galil, 2014
- Urnalana foresti (Chen, 1989)
- Urnalana granulimera Galil, 2005
- Urnalana haematosticta (Adams, in Belcher, 1848)
- Urnalana hilaris (Nobili, 1905)
- Urnalana hirsuta C.-W. Lin, J. C. Y. Lai & Galil, 2014
- Urnalana insularis (Takeda & Kurata, 1976)
- Urnalana margaritata (A. Milne-Edwards, 1873)
- Urnalana minuta (Chen & Z. Xu, 1991)
- Urnalana parahaematostica Galil, 2005
- Urnalana pulchella (Bell, 1855)
- Urnalana purarensis (Ovaere, 1987)
- Urnalana thysanotus (George & M. Clark, 1976)
- Urnalana whitei (Bell, 1855)